# Uchenna Nwosu
Anon Uchenna Nwosu Jr. (Carson, California, 28 de diciembre de 1996) más conocido como Uchenna Nwosu, es un jugador profesional estadounidense de fútbol americano que se desempeña en la posición de linebacker en Seattle Seahawks, equipo de la National Football League (NFL).

## Carrera
Fue seleccionado en la segunda ronda en la Reunión Anual de Selección de Jugadores de la NFL de 2018. Hizo su debut profesional con el equipo Los Angeles Chargers, en el cual jugó cuatro temporadas (2018-2022), luego pasó a Seattle Seahawks, donde lleva jugando dos temporadas.